# Vognsild
Vognsild ist eine dänische Ortschaft mit 238 Einwohnern (Stand 1. Januar 2023) im westlichen Himmerland. Die Ortschaft ist seit der Kommunalreform 2007 Bestandteil der Vesthimmerlands Kommune in der Region Nordjylland. Zuvor war sie Bestandteil der Aars Kommune im Amt Nordjütland. 
Vognsild liegt etwa sechs Kilometer östlich von Farsø und etwa neun Kilometer südwestlich von Aars.